# (500460) 2012 TV210
(500460) 2012 TV210 es un asteroide perteneciente al cinturón de asteroides, descubierto el 22 de febrero de 2009 por el equipo del Spacewatch desde el Observatorio Nacional de Kitt Peak, Arizona, Estados Unidos.

## Designación y nombre
Designado provisionalmente como 2012 TV210.

## Características orbitales
2012 TV210 está situado a una distancia media del Sol de 3,146 ua, pudiendo alejarse hasta 3,544 ua y acercarse hasta 2,748 ua. Su excentricidad es 0,126 y la inclinación orbital 12,63 grados. Emplea 2038,68 días en completar una órbita alrededor del Sol.
Los próximos acercamientos a la órbita de Júpiter se producirán el 27 de noviembre de 2034, el 6 de julio de 2045 y el 16 de diciembre de 2055, entre otras.

## Características físicas
La magnitud absoluta de 2012 TV210 es 16,3. 